# Antoine-Rémy Polonceau

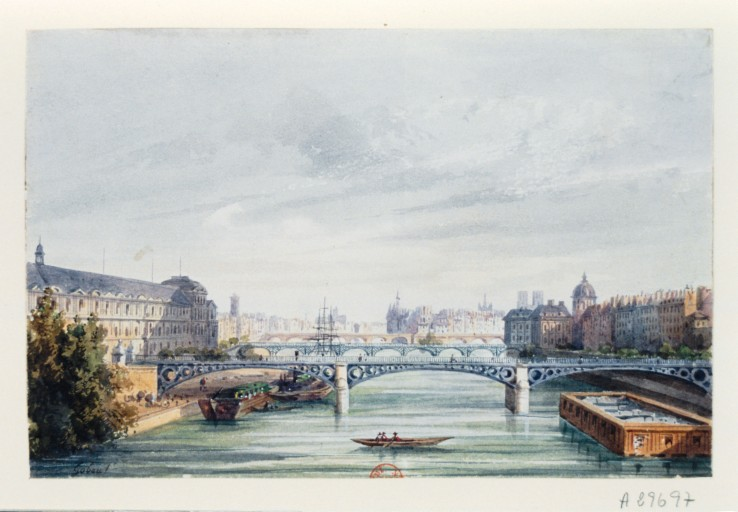
Gamla Pont du Carrousel, invigd 1834.

Antoine-Rémy Polonceau, född 8 november 1778 i Reims, departementet Marne, död 31 december 1847 i Roche-lez-Beaupré, departementet Doubs, var en fransk ingenjör; far till Camille Polonceau.
Polonceau var en banbrytare på flera områden, däribland användandet av betongfundament, införandet av makadam i Frankrike och undersökningar angående användningen av gjutjärnsbågar i broar (gamla Pont du Carrousel i Paris). Han ägnade sig även ingående åt agrikulturteknik, inom vilket område han publicerade flera skrifter.